# Wegedoorntwijgmot
De wegedoorntwijgmot (Sorhagenia janiszewskae) is een vlinder uit de familie prachtmotten (Cosmopterigidae). De wetenschappelijke naam is voor het eerst geldig gepubliceerd in 1962 door Riedl.
De soort komt voor in Europa.